# Оанн

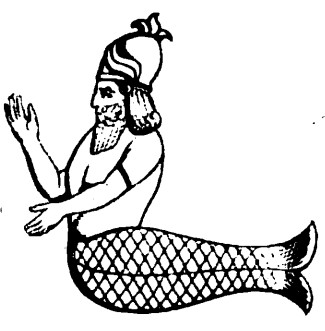
Оанн з Хорсабаду

Оа́нн (або греч. Оа́ннес) — за переказами шумерів, герой з головою і тілом риби, але з людськими ногами (і з людським обличчям), що вийшов з Перської затоки).
Переказ про Оанна відомий з розповідей вавилонського історика Беросса. Оанн прийшов до жителів Месопотамії як реформатор і наставник. Він приніс їм цивілізацію, писемність, науки та закон.

У перший рік з'явилося з моря, в тому місці, що поблизу Вавилонії, жахлива істота на ім'я «Оанн», тіло у нього все було риб'яче, а з-під голови, з-під риб'ячої голови, росла інша голова та подібним же чином людські ноги росли поруч з риб'ячим хвостом. Голос же в нього був людський. Зображення його і тепер ще зберігається. Ця істота дні проводило серед людей, не беручи ніякої їжі, і навчило людей грамоти, математики, володіння мистецтвами різного роду, навчило жити в містах, засновувати храми, встановлювати закони, і геометрії навчило, і показало, як збирати зерно і плоди, і взагалі навчило всьому, що стосується культурного життя. З того часу нічого більше вже не було винайдено. Із заходом сонця істота ця, Оанн, пірнало назад в море і ночі проводив у безодні. Тому що було воно амфібією.
—  Беросс, Вавилонська історія
Також, як пише Беросс, Оанн написав оповідання про створення світу і державний устрій та передав його людям.
У європейській традиції переказ про Оанна неодноразово використовувалося містиками і оккультистами, а також залучалося в неакадемічних дослідженнях історії.
У творчості американського письменника Говарда Лавкрафта, невід'ємною частиною якого є Міфи Ктулху, присутній образ Глибоководних — розумних, високоорганізованих амфібій, зовні схожих з описом зовнішності Іоанна. Глибоководні іноді виходили на контакт з людьми, поставляли їм рибу та золото, а також народжували спільне потомство — мабуть, Глибоководні і люди колись походять від одного і того ж невідомого предка.